# وادي الشعبة (الجزائر)
وادي الشعبة بلدة وبلدية تابعة لدائرة باتنة في ولاية باتنة بالجزائر.

## أعلام
- مصطفى مراردة
- عبيدي محمد الطاهر